# Bactris maraja
Bactris maraja är en enhjärtbladig växtart som beskrevs av Carl Friedrich Philipp von Martius. Bactris maraja ingår i släktet Bactris och familjen Arecaceae.

## Underarter
Arten delas in i följande underarter:
- B. m. chaetospatha
- B. m. juruensis
- B. m. maraja
- B. m. trichospatha

## Bildgalleri

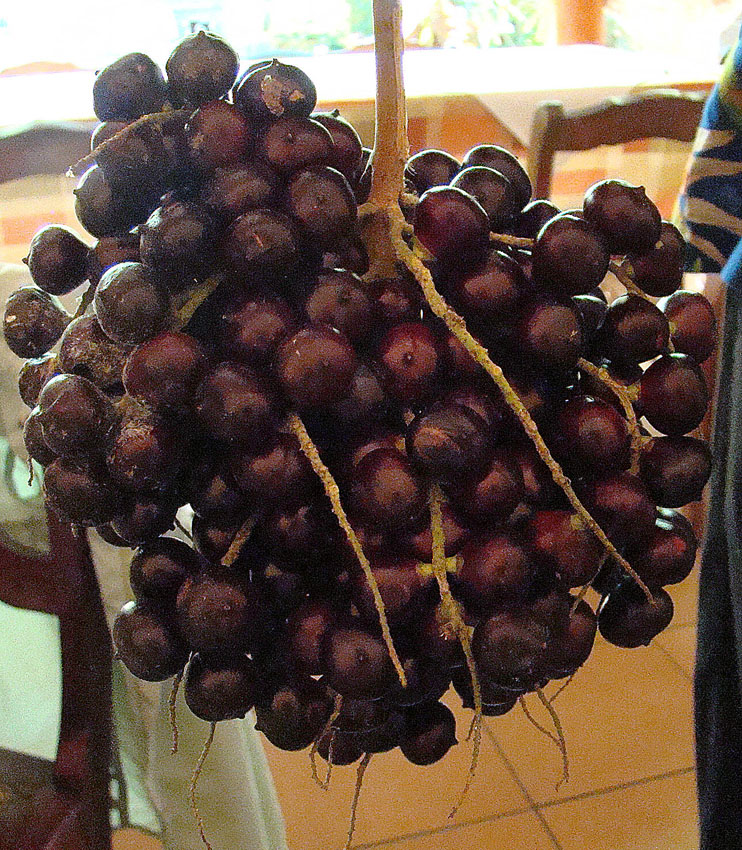